# Francis Allan
Francis Allan (Helvoirt, 12 oktober 1826 – Haarlem, 31 juli 1908) was een Nederlands onderwijzer, pedagoog en geschiedschrijver uit de 19e eeuw. Na enkele jaren werkzaam te zijn geweest als lichtmatroos, koos hij voor een loopbaan in het onderwijs. In 1848 werd hij aangesteld als onderwijzer in Nieuwendam.
Twee jaar later, in 1850, behaalde Allan zijn onderwijsakten en werd hij benoemd tot hoofdonderwijzer op het eiland Marken. Hij verbleef daar veertien jaar, een periode die hij met veel genoegen doorbracht. Tijdens zijn verblijf op Marken trouwde hij met Gijsbartha de Boer. Het echtpaar kreeg twee kinderen: Hendrik (geboren in 1851) en Marie Antoinette (geboren in 1854).
In 1863 verhuisde het gezin naar Haarlem, waar Allan werd aangesteld als leraar aan de Rijkskweekschool voor Onderwijzers. Gedreven door zijn belangstelling voor geschiedenis en aardrijkskunde, ontwikkelde hij lesmateriaal en topografische kaarten voor gebruik in het onderwijs.
Allans belangrijkste werk is het vierdelige Geschiedenis en beschrijving van Haarlem van de vroegste tijden tot op onze dagen, dat tussen 1873 en 1883 werd uitgegeven. Dit werk geldt als een belangrijke bijdrage aan de historiografie van Haarlem.